# Культура Ботсваны
Культура Ботсваны типична для Южной Африки, но с некоторым влиянием европейских колониальных держав. Это отражается в спорте, искусстве, музыке и других социальных сегментах.

## Образование
К тому времени, когда Ботсвана обрела независимость, в стране было очень мало дипломированных специалистов, и небольшой процент людей со средним образованием. Ботсвана увеличила грамотность среди взрослого населения с 69% в 1991 году до 83% в 2008 году.
С открытием алмазов и ростом доходов, которые правительство получило от них, в странной произошёл резкий рост образования. Всем детям гарантируется десять лет начального образования. Около половины учеников Ботсваны посещают школу дополнительные два года. Среднее образование в Ботсване не является бесплатным и не является обязательным.
После завершения среднего образования студенты могут поступить в один из шести колледжей страны или записаться на курсы. Наиболее крупные образовательные учреждения : Ботсванский университет, Ботсванский сельскохозяйственный колледж и Ботсванский колледж бухгалтерского учёта. Кроме того, в стране есть ряд частных высших учебных заведений. Большинство студентов получают государственное обучение. Правительство Ботсваны также строит второй государственный университет - Ботсванский международный университет науки и техники.

## Спорт
Футбол - самый популярный вид спорта в стране. Самый большой успех Ботсваны - квалификация Кубка Африки 2012. Помимо футбола, в стране популярны крикет, теннис, регби, гандбол и гольф. Ботсвана является членом Международного совета по крикету.
Ботсвана не завоевала медали на Олимпийских играх, но в 2011 году Амантл Монцо стала чемпионкой мира на дистанции 400 м и стала первой спортсменкой Ботсваны, завоевавшей международную медаль. В дополнение к Amantle, Кабело Когосиманг также является известным спортсменом, который был трёхкратным чемпионом Африки по прыжкам в высоту.

## Кухня
Кухня в Ботсване уникальна, но все же имеет общие черты с другими южноафриканскими кухнями. Популярными блюдами являются поп (угали), самп, веткоек и черви мопане (гусеницы Gonimbrasia belina). Другое блюдо, уникальное для Ботсваны, - это сесваа, добытое из мяса и вареное мясо, сильно посоленное.

## Искусство
Ботсванская музыка вокальная и исполняется без барабанов. Струнные инструменты играют главную роль в музыке Ботсваны. Традиционные инструменты Ботсваны установлены и сейчас. В последние годы гитара стала неотъемлемой частью музыки Ботсваны. Из современных направлений популярны хип-хоп, рок и поп-музыка.
Самые старые рисунки людей, животных и охотников из Ботсваны и Южной Африки находятся в пустыне Калахари. Рисунки были сделаны бушменами и им более 20 000 лет.